# 七克台镇
七克台镇，是中华人民共和国新疆维吾尔自治区吐鲁番市鄯善县下辖的一个行政建制镇。
其地古称赤亭。回鹘语音名为Čïqtïn，由回鹘语转换回汉语，又有泽田寺、铁堠子、齐克塔木、七克腾等汉译名。今为七克台乡:33。

## 行政区划
七克台镇下辖以下地区：
巴喀村、台孜村、热阿运村、库木坎村、七克台村、南湖村、亚坎村、黄家坎村、牧业队和底湖矿区社区。